# Біографічний словник діячів природознавства і техніки
Біографічний словник діячів природознавства і техніки (рос. Биографический словарь деятелей естествознания и техники) — радянське двотомне енциклопедичне довідкове видання, що вийшло протягом 1958—1959 років у Москві накладом 30 000 екземплярів. Містить близько 4 500 статей з біографіями відомих науковців та інженерів, включно з особами, які працювали в галузі медицини та сільськогосподарських наук, чия діяльність зробила значний внесок у розвиток науки і техніки. Багато статей ілюстровано чорно-білими малюнками. Складений на основі 2-го видання «Великої радянської енциклопедії» (1949—1958); підготовлений Редакцією історії природознавства і техніки Державного наукового видавництва «Велика радянська енциклопедія» спільно з Інститутом історії природознавства і техніки Академії наук СРСР. 

## Автори
Відповідадьний редактор: Анатолій Зворикін, редакційна колегія: Микола Аничков, Іван Бардін, Анатолій Благонравов, Борис Введенський, Андрій Григор'єв,  Анатолій Капустинський,  Андрій Колмогоров, Олександр Михайлов,  В. С. Немченко, Олександр Опарін, Федір Петров, Всеволод Столєтов, Микола Страхов, Микола Фігуровський.